# Tudor Tănăsescu (deputat)
Tudor Tănăsescu (n. 2 noiembrie 1961) este un politician român, fost membru al Parlamentului României. Tudor Tănăsescu a fost validat ca deputat PSD pe data de 19 decembrie 2007 și l-a înlocuit pe deputatul Iosif Dan. Tudor Tănăsescu a fost membru în grupul parlamentar de prietenie cu Arabia Saudită.